# Manolo Hugué

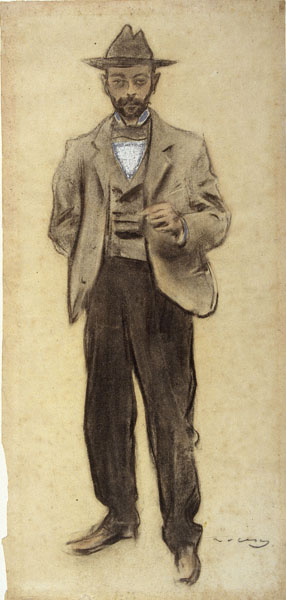
Manolo Hugué (Ramon Casas, MNAC).

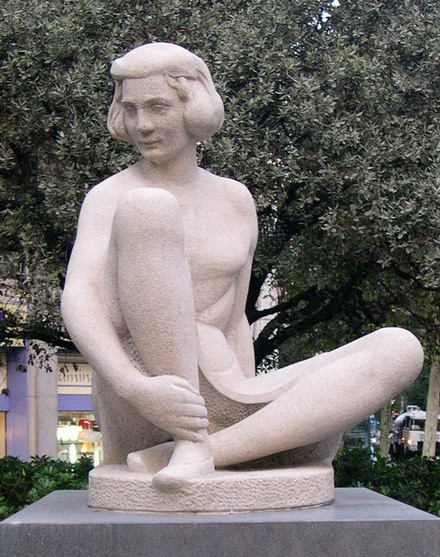
Repòs (kopie), Barcelona

Manolo Hugué of Manolo (Barcelona, 19 april 1872 – Caldes de Montbui, 17 november 1945) was een Spaanse beeldhouwer, schilder en graficus.

## Leven en werk
Manuel Martínez Hugué, zoals hij eigenlijk heette, groeide op in Barcelona en kreeg enkele jaren onderricht aan de Escuela de Bellas Artes de la Lonja. Ook bezocht hij veelvuldig galeries en het kunstenaarscafé Els Quatre Gats, waar hij bevriend raakte met de kunstenaars Pablo Picasso, Isidro Nonell en Julio en Joan González. Hij was lid van de, rond de Catalaanse politieke beweging van Enric Prat de la Riba ontstane, kunststroming het Noucentisme, de neoclassicistische tegenhanger van het Catalaans modernisme. Van 1901 tot en met 1909 woonde en werkte hij in Parijs en maakte hij kennis met Guillaume Apollinaire en Jean Moréas. De Parijse kunsthandelaar van Picasso, Daniel-Henry Kahnweiler, stelde hem in staat ook internationaal te exposeren, onder andere in Duitsland en de Verenigde Staten (New York).
In 1910 vestigde hij zich met de schilder Deodat de Séverac en de componist Frank Burty Haviland in het schildersdorp Céret in de regio Languedoc-Roussillon. Gedurende de jaren 1912 en 1913 bezocht een grote stroom kunstenaars Céret, onder anderen Picasso, González, Wifredo Lam, Georges Braque, Juan Gris, Max Jacob, Auguste Herbin en Joaquín Sunyer. Céret werd de bakermat van het synthetisch kubisme en later het mekka van het kubisme. Werk uit die periode bevindt zich in het, mede door De Séverac gestichte, Musée d'art moderne de Céret.
Tijdens de Eerste Wereldoorlog keerde Hugué in 1917 tijdelijk terug naar Barcelona, maar van 1919 tot 1928 woonde hij weer in Céret. In 1928 verhuisde hij om gezondheidsredenen naar de Catalaanse plaats Caldes de Montbui in de provincie Barcelona, waar zich warmwaterbronnen bevinden. Hier begon voor Hugué de meest productieve periode in zijn carrière. De kunstenaar overleed in 1945.
Hugué was lid van de Real Academia Cataluna de Bellas Artes de San Jorge. In Caldes de Montbui bevindt zich het Museo Manolo Hugué.

## Beeldhouwwerken (selectie)
- La Llobera (1911), Museu d'Art Contemporani de Barcelona
- Joven sentada (1913), Centre Georges Pompidou in Parijs
- Ox and Cart (1913), bronzen reliëf Salvador Riera Collection
- El Torero (1914), Musée d'art moderne de Céret
- Magalie de Séverac, Céret
- Madame Justafré (1919)
- La Catalane, Céret
- Mujer sentada (1930), Gemeentehuis van Barcelona
- Bacante (1934), Museu d'Art Contemporani de Barcelona
- Repòs, Barcelona

## Afbeeldingen

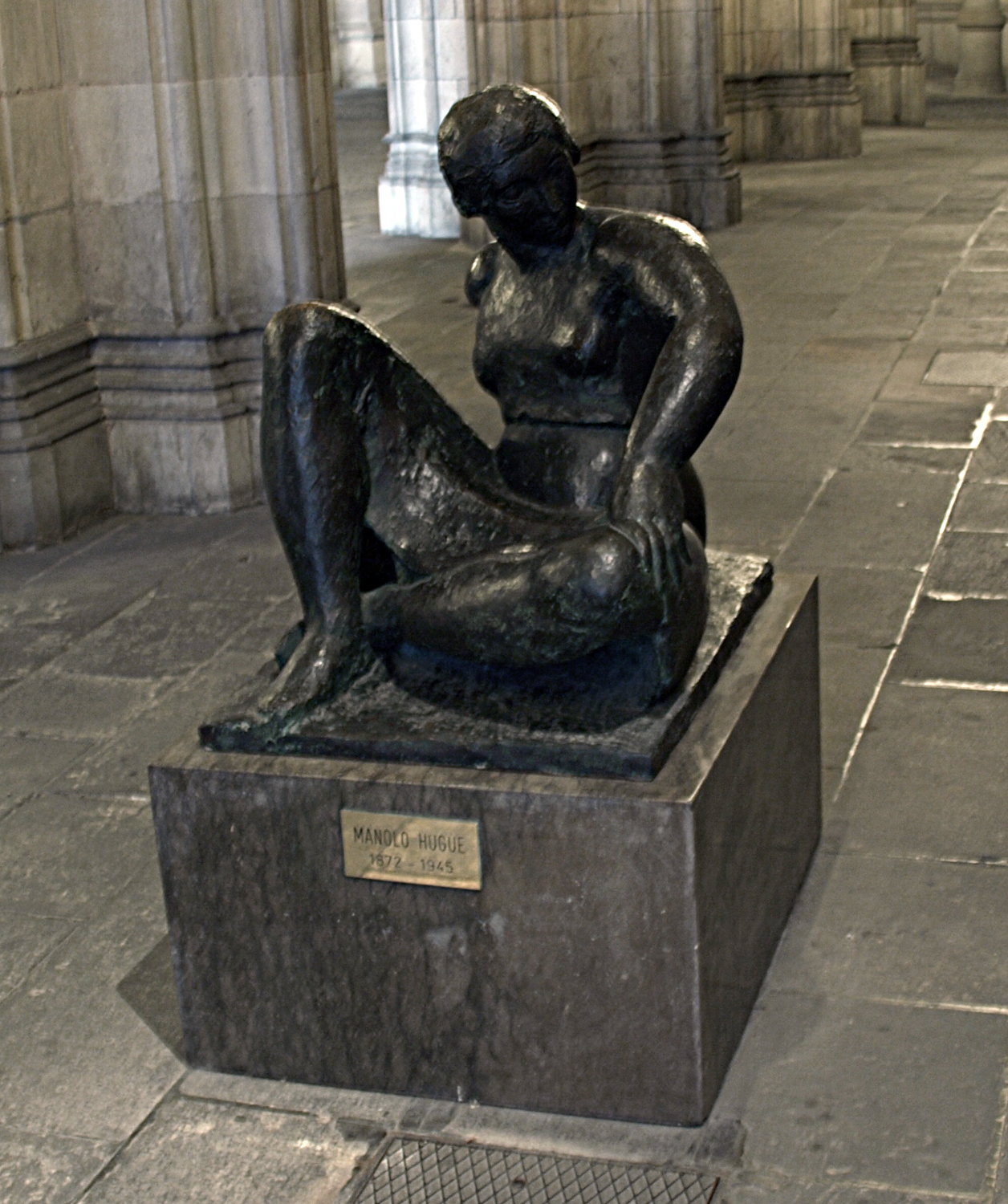
Mujer sentada, Barcelona
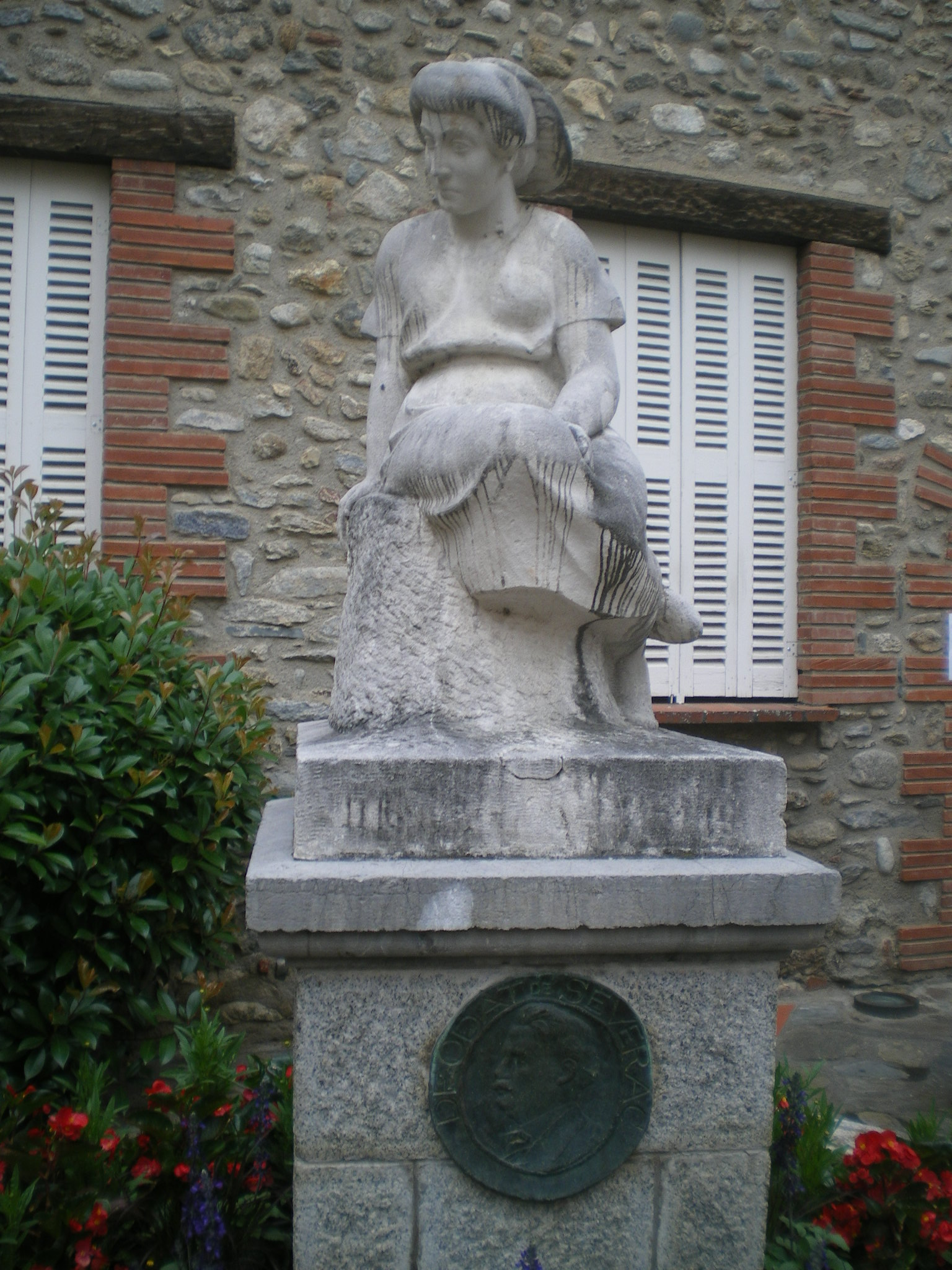
Magali de Sevérac, Céret

- Biblioteca Nacional de España: XX954997
- Bibliothèque nationale de France: cb119379746 (data)
- Catàleg d'autoritats de noms i títols de Catalunya: 981058521251906706
- Gemeinsame Normdatei: 118577212
- International Standard Name Identifier: 0000 0001 2095 7975
- Library of Congress Control Number: n91126043
- Nationale Bibliotheek van Israël: 987007420479805171
- Nederlandse Thesaurus van Auteursnamen: 127483160
- RKD-Nederlands Instituut voor Kunstgeschiedenis: 40388
- Istituto Centrale per il Catalogo Unico: SBLV001495
- Système universitaire de documentation: 027309460
- Union List of Artist Names: 500036426
- Virtual International Authority File: 27073317
- WorldCat: E39PBJvXgrrYqdDvFHyMYf9MT3